# Cự Lộc
Cự Lộc (chữ Hán giản thể: 巨鹿县, âm Hán Việt: Cự Lộc huyện) là một huyện thuộc địa cấp thị Hình Đài, tỉnh Hà Bắc, Cộng hòa Nhân dân Trung Hoa. Huyện Cự Lộc có diện tích 623 ki-lô-mét vuông, dân số 360.000 người. Mã số bưu chính Cự Lộc là 055250. Chính quyền Cự Lộc đóng ở trấn Cự Lộc. Huyện này được chia thành 6 trấn và 4 hương.
- Trấn: Cự Lộc, Vương Hổ Trại, Tiểu Lữ Trại, Tây Quách Thành, Quan Đình, Diêm Thoản.
- Hương: Đề Thôn, Quan Trại, Tô Gia Doanh, Trương Vương.